# Barrage d'Orlík
Le barrage d'Orlík (en tchèque : Orlická Přehrada) est situé à 80 km au sud de Prague sur la rivière Vltava. Il a été construit pour la production d'énergie, la protection contre les inondations et la régulation des eaux. En outre, il sert à la circulation des bateaux et aux activités de loisir.

## Géographie
Le réservoir s'étend sur 68 km le long de la Vltava, sur 22 km dans la vallée de l'Otava et 7 km dans celle de la Lužnice. Il termine sa course à Týn nad Vltavou, où se trouve la centrale hydroélectrique de Korensko. En aval, à Solenice, se trouve la celle de Kamýk.
Lors de sa construction dix villages et hameaux ont été inondés.

## Aspects techniques

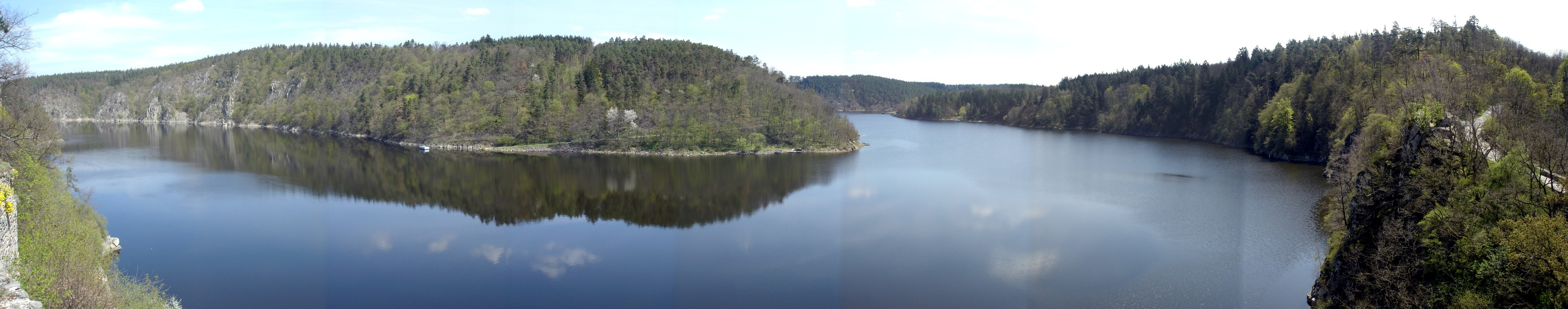
Le lac au confluent de la Vltava et de l'Otava, vu du château de Zvíkov

Le barrage en béton a été construit de 1956 à 1963. Sur le côté, l'évacuateur de crues est de 15 m de large et 8 m de hauteur avec trois ouvertures. Les deux sorties inférieures ont un diamètre de 4 mètres. La capacité totale d'évacuation de ces ouvertures est de 3*728 + 2*185 m3/s, soit 2 554 m3/s.
La centrale hydroélectrique possède quatre turbines, d'une capacité de 150 m3/s et 4*91 = 364 MW de puissance électrique.
La quantité d'eau moyenne de l'effluent est de 83 m3/s.
Sur le versant droit, sont disposées deux voies de navigation pour les bateaux.

## Le long du lac

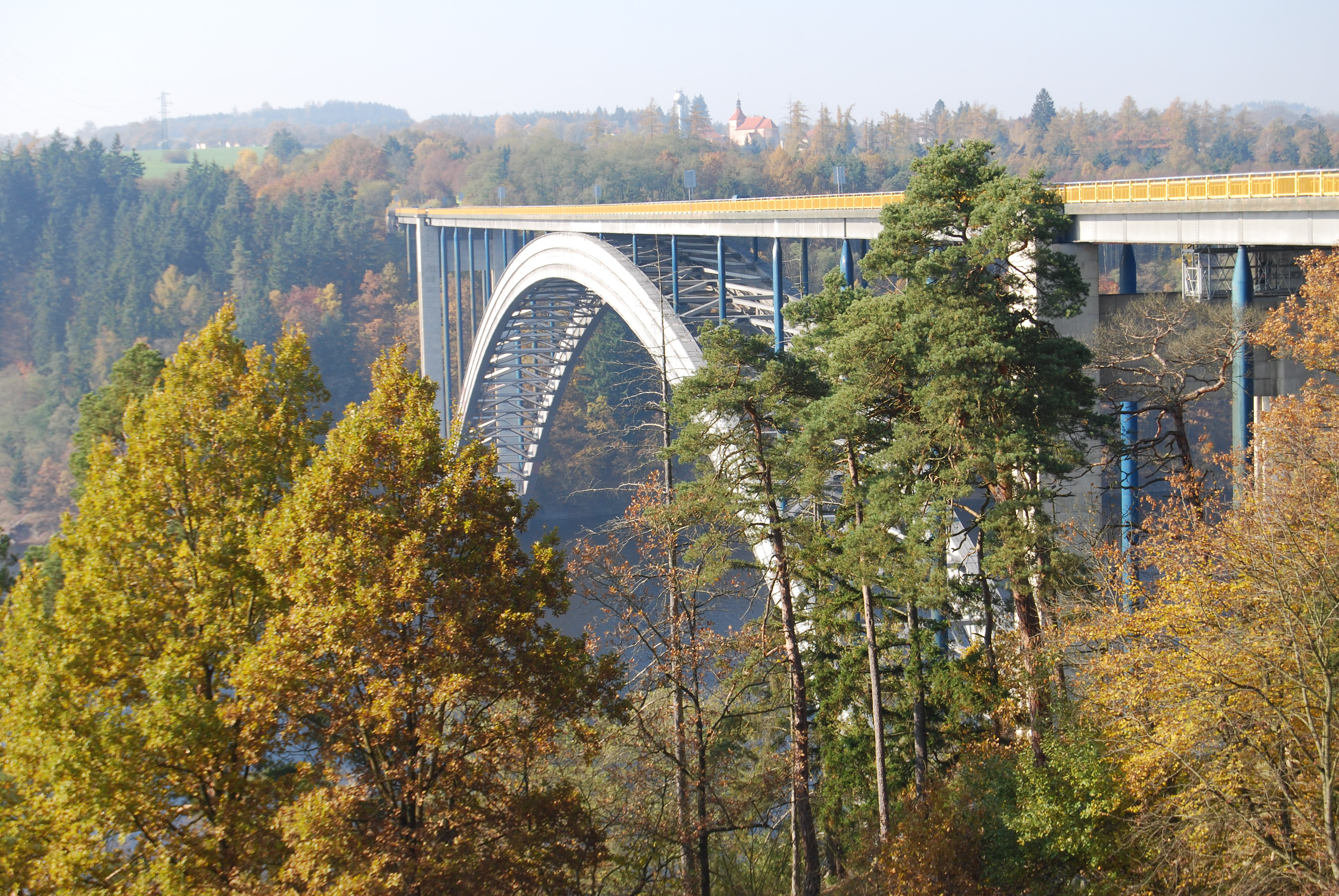
Le pont de Žďákov - Žďákovský most.

La route principale de Tábor à Písek et Plzeň domine le lac et passe par les ponts de Žďákov et Podolí.
La route de Milevsko à Mirotice surplombe le barrage à Zvíkov en traversant deux ponts, un sur la Vltava et un sur l'Otava.
On domine également la vallée de la Lužnice, à Bechyně, au pont de chemin de fer de Tábor - Razice, qui date de 1889.

## Galerie
- Podívejte se do podzemí Orlíku, kam 50 let chodí jen hrázný (Partie souterraine du barrage)
- OBRAZEM: Orlík, přehrada s krvavou pověstí, slaví 50 let